# Anni 440
Gli anni 440 sono il decennio che comprende gli anni dal 440 al 449 inclusi.

## Eventi, invenzioni e scoperte
- 441 ca. Attila attacca l'impero romano. Attila, alla guida degli unni, si scontra con i romani e sottomise costringedolo ad arruolarsi nel proprio esercito un contingente di ostrogoti, e nel 451 invase la Gallia insieme a Genserico, re dei vandali. Fu però sconfitto dal generale romano Flavio Ezio nella battaglia dei Campi Catalaunici (odierna Châlons-sur-Marne). Il conflitto che, secondo le fonti, fu uno dei più atroci della storia antica, vide i romani alleati con i visigoti guidati dal loro re Teodorico I (che regnò dal 419 al 451). Le fonti antiche stimarono le perdite degli unni tra i 200.000 e i 300.000 morti, un numero eccessivo secondo gli storici moderni. Ezio li costrinse a ritirarsi fino al fiume Reno

- 447. Il magister militum per Orientem Zenone difende Costantinopoli dall'attacco unno. Per questo successo sarà nominato console l'anno seguente.

- 449. Zenone si oppone al tentativo di Crisafio di trovare un accordo con Attila.

## Personaggi
- Zenone (console), generale romano di origine isaurica